# Michał Ignerski
Michał Ignerski, né le 13 août 1980, à Lublin, en Pologne, est un joueur polonais de basket-ball. Il évolue au poste d'ailier,.

## Carrière
En janvier 2014, il quitte le Stelmet Zielona Góra pour rejoindre le club russe du Krasnye Krylya Samara.
En aout 2014 il quitte le Stelmet Zielona Góra pour rejoindre Le Mans Sarthe Basket

## Palmarès
- Vainqueur de la coupe de Pologne 2004, 2005

## Référence
1. ↑  « Michal Ignerski - Fiche joueur - Basketball », sur Eurosport (consulté le 16 octobre 2021)
2. ↑  (pl) « Michał Ignerski », sur WKS Śląsk Wrocław - 17-krotny Mistrz Polski, 1er octobre 2018 (consulté le 16 octobre 2021)
3. ↑  (en) « Samara Sign Pecherov, Trotter Returns », FIBA Europe, 23 janvier 2014